# Małgorzata Dolistowska
Małgorzata Jolanta Dolistowska – polska historyk architektury, doktor habilitowany nauk technicznych, nauczyciel akademicki Wydziału Architektury Politechniki Białostockiej oraz Uniwersytetu Muzycznego Fryderyka Chopina w Warszawie (Wydział Instrumentalno-Pedagogiczny w Białymstoku), specjalistka w zakresie historii architektury, historii sztuki, teorii i historii architektury i urbanistyki.

## Życiorys
W 1979 ukończyła studia w Instytucie Historii Sztuki Uniwersytetu Warszawskiego, a w 1988 studia podyplomowe w Studium Badań Zabytków Architektury na Wydziale Architektury Politechniki Warszawskiej. W 2002 uzyskała stopień naukowy doktora w Instytucie Sztuki Polskiej Akademii Nauk. W 2012 na podstawie dorobku naukowego oraz rozprawy pt. W poszukiwaniu tożsamości miasta. Architektura i urbanistyka Białegostoku w latach 1795–1939 uzyskała na Wydziale Architektury Politechniki Wrocławskiej stopień doktora habilitowanego nauk technicznych w dyscyplinie architektura i urbanistyka w specjalności teoria i historia architektury i urbanistyki.
W latach 1979–1992 była zatrudniona w Przedsiębiorstwie Państwowym Pracownie Konserwacji Zabytków. W 1989 podjęła pracę na Wydziale Architektury Politechniki Białostockiej. Została nauczycielem akademickim Akademii Muzycznej im. Fryderyka Chopina w Warszawie (Wydział Kompozycji, Dyrygentury i Teorii Muzyki, Katedra Nauk Humanistycznych), przekształconym w Uniwersytet Muzyczny Fryderyka Chopina w Warszawie. Objęła stanowisko wykładowcy Wydziału Instrumentalno-Pedagogicznego tego Uniwersytetu w Białymstoku w Katedrze Chóralistyki i Edukacji Artystycznej. Została adiunktem w Katedrze Projektowania Architektonicznego Wydziału Architektury PB. Pełniła funkcję prodziekana tego wydziału.
Odznaczona Brązowym (1996) i Złotym (2021) Krzyżem Zasługi.

## Wybrane publikacje
- W poszukiwaniu tożsamości miasta. Architektura i urbanistyka Białegostoku w latach 1795–1939, Oficyna Wydawnicza Politechniki Białostockiej, Białystok 2009.
- Białystok nie tylko kulturalny, cz. I–II (współautorzy: J. Szczygieł-Rogowska. J. Tomalska), Instytut Wydawniczy Kreator, Białystok 2008.
- Zapomniane rotundy. Budynki panoram polskich w XIX wieku, Wydawnictwo Politechniki Białostockiej, Białystok 1997[1].